# Classe Akula

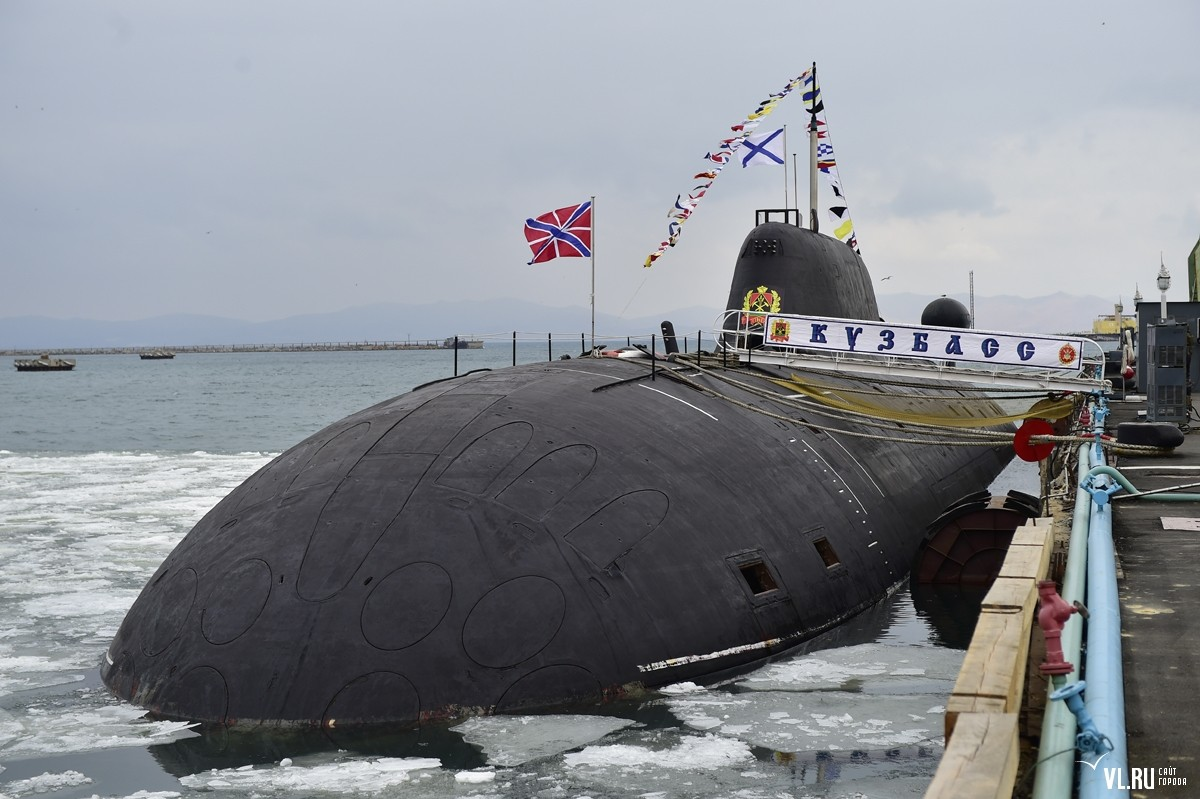
Submarino de ataque da classe Akula, K-419 Kuzbass.

A classe Akula, designação soviética Projeto 971 Shchuka-B ( em russo:  Щука-Б, classifcação da OTAN: Akula) é uma série de submarinos de ataque com propulsão nuclear (SSN) de quarta geração desdobrados pela primeira vez pela Marinha Soviética em 1986. Existem quatro subclasses do Shchuka-B, consistindo nas sete embarcações originais do Projeto 971 (codinome Akula I), comissionados entre 1984 e 1990; seis Projetos 971I (Akulas Melhorados), comissionados entre 1991 e 2009; um Projeto 971U (Akula II), comissionado em 1995; e um Projeto 971M (Akula III), comissionado em 2001. Os russos chamam todos os submarinos de Shchuka-B, independentemente das modificações.
Pode existir alguma confusão, pois o nome Akula (em russo:  Акула, que significa "tubarão") foi usado pelos soviéticos para uma classe diferente de submarinos, o Projeto 941, que é conhecido no Ocidente como classe Typhoon. O Projeto 971 foi nomeado Shchuka-B pelos soviéticos, mas recebeu a designação Akula pelo Ocidente após o nome do navio líder, o K-284.
De acordo com o analista de defesa Norman Polmar, o lançamento do primeiro submarino em 1985, "abalou todos [no Ocidente]", já que as agências de inteligência ocidentais não esperavam que a União Soviética produzisse tal barco por mais dez anos.

## Projeto

Descrições do SSN da classe Akula.

O Akula incorpora um sistema de casco duplo composto por um casco interno de pressão e um casco externo "leve". Isso permite mais liberdade no desenho do formato externo do casco, resultando em um submarino com mais flutuabilidade de reserva do que seus análogos ocidentais.
A distinta "lâmpada" ou "lata" localizada no topo do leme do Akula abriga seu conjunto de sonar rebocado quando retraído. A maioria dos Akulas possui os sensores hidrodinâmicos SOKS, que detectam mudanças de temperatura e salinidade. Eles estão localizados no bordo de ataque da vela, no revestimento externo do casco à frente da vela e na parte inferior do casco à frente da vela.
Os Akulas (excluindo o Nerpa) são armados com quatro tubos de torpedos de 533mm que podem usar torpedos Tipo 53 ou o míssil RPK-2, RPK-6, e quatro tubos de torpedos de 650mm que podem usar torpedos Tipo 65 ou o míssil RPK-7. Esses tubos de torpedos são dispostos em duas fileiras de quatro tubos cada. Os tubos externos são montados fora do casco de pressão em uma fileira, acima dos tubos de torpedos, e só podem ser recarregados no porto ou com a ajuda de um submarino de apoio. Os tubos de 650mm podem ser equipados com revestimentos para usar o armamento de 533mm. O submarino também é capaz de usar seus tubos de torpedos para lançar minas navais.

## Versões
Tal como acontece com muitas embarcações soviéticas/russas, as informações sobre o status dos submarinos da classe Akula são, na melhor das hipóteses, escassas. As informações fornecidas pelas fontes variam amplamente.

### Projeto 971 (Akula I)

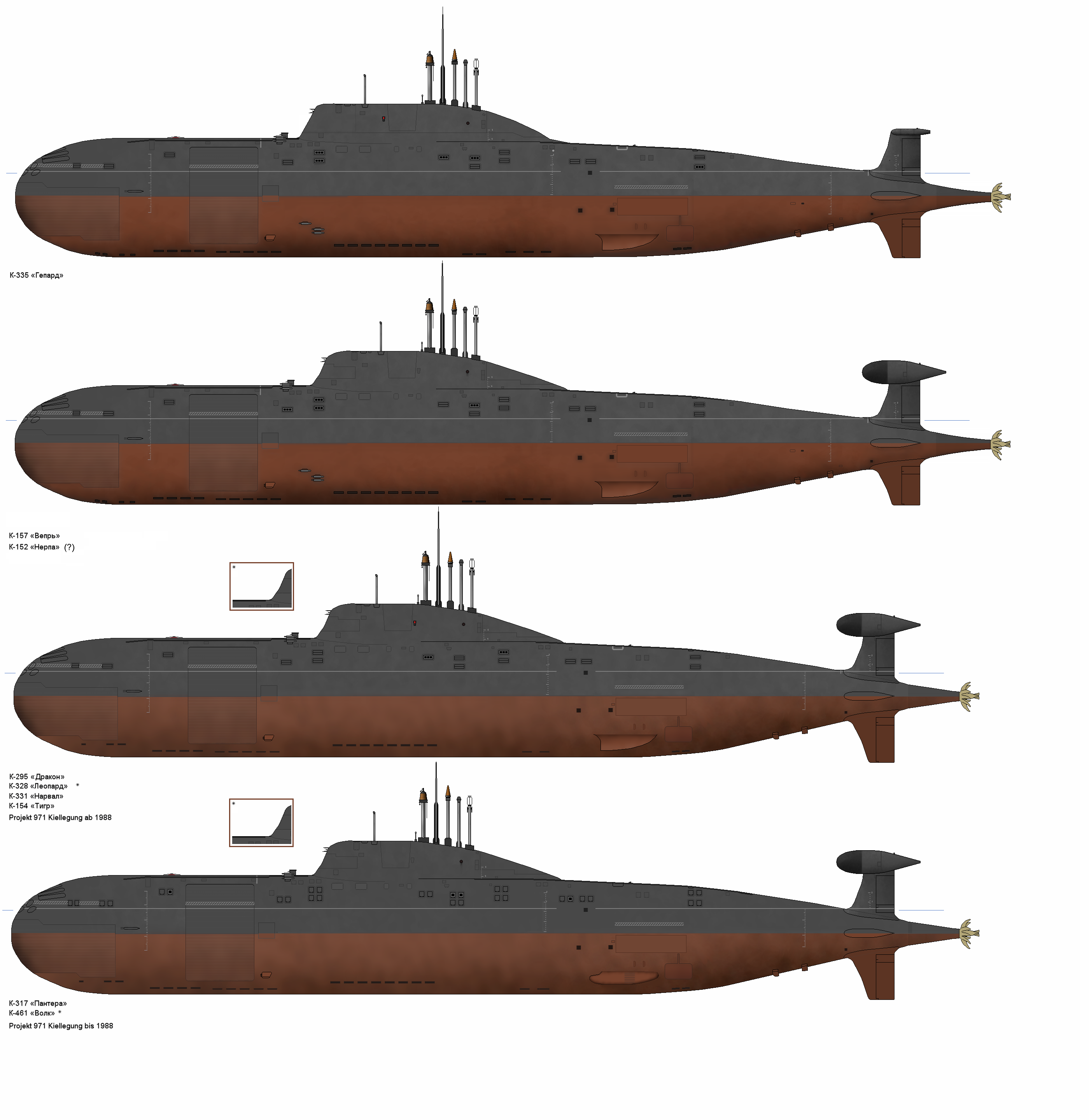
As quatro versões conhecidas da classe Akula.

Dos sete Akula originais, apenas três ainda estão em serviço. Esses barcos estão equipados com sistema de sonar MGK-540 Skat-3 (classificação da OTAN: Shark Gill). O barco líder da classe, o K-284 Akula, foi desativado em 2001, aparentemente para ajudar a economizar dinheiro na Marinha Russa, que estava sem dinheiro. O K-322 Kashalot e K-480 Bars [atualmente Ak Bars] estão na reserva. O K-480 Bars foram colocadas na reserva em 1998,  e estavam em processo de desmontagem em fevereiro de 2010. O Pantera voltou ao serviço em janeiro de 2008, após uma revisão abrangente. Todos foram adaptados com sensores hidrodinâmicos SOKS. Todos os submarinos anteriores ao K-391 Bratsk possuem coletores de refrigerante do reator semelhantes aos dos SSBN da classe Typhoon, longos e tubulares. O Bratsk e os submarinos subsequentes têm coletores de refrigerante do reator semelhantes aos curtos dos Oscar II (as classes Typhoon, Akula e Oscar usam o reator OK-650 semelhante).

### Projeto 971 e 971I (Akula Imelhorado)
Acredita-se que todos os seis Akula desta classe estejam em serviço. Eles são mais silenciosos que os Akula originais. Fontes também discordam se a construção desta classe foi suspensa ou se estão previstas mais duas unidades. Cascos dos Akula I melhorados: K-328 Leopard, K-461 Volk, K-154 Tigr, K-419 Kuzbass, K-295 Samara e K-152 Nerpa. Esses submarinos são muito mais silenciosos que os primeiros submarinos da classe Akula e todos possuem sensores hidrodinâmicos SOKS, exceto o Leopard.

### Projeto 971U (Akula II)
O K-157 Vepr é o único Akula II concluído (veja a tabela abaixo). O Akula II é 3 metros mais longo e desloca cerca de 700 toneladas (deslocamento submerso) a mais que o Akula I. O espaço adicionado foi usado para medidas adicionais de silenciamento. O K-157 Vepr se tornou o primeiro submarino russo mais silencioso do que os mais recentes submarinos de ataque americanos da época, que era a classe Los Angeles (SSN 751 e posterior). Dois desses submarinos foram usados para construir os SSBN classe Borei.

### Projeto 971M (Akula III)
O K-335 Gepard é o 14º submarino da classe e o único Akula III concluído (veja a tabela abaixo) construído para a Marinha Russa. Foi o primeiro submarino comissionado na Marinha Russa desde o desastre do Kursk, como resultado, sua cerimônia de comissionamento foi um importante impulso moral para a Marinha Russa, com a presença do Presidente Vladimir Putin. Não existe classificação da OTAN para o Akula III, sendo mais longo e tendo maior deslocamento em relação ao Akula II, além de possuir vela alargada e dispensador de rebocamento diferenciado na barbatana vertical. Novamente, mais métodos de redução de ruído foram empregados. O Gepard era o submarino russo mais avançado antes dos submarinos das classes Severodvinsk e Borei serem comissionadas.
Os avanços soviéticos no silenciamento sonoro foram uma preocupação considerável para o Ocidente, pois a acústica foi durante muito tempo considerada a vantagem mais significativa na tecnologia submarina americana em comparação com os soviéticos.
Em 1983-1984, a empresa japonesa Toshiba vendeu sofisticados equipamentos de fresagem de nove eixos aos soviéticos, juntamente com os sistemas de controle de computador, que foram desenvolvidos pela empresa norueguesa Kongsberg Vaapenfabrik. Oficiais da Marinha dos EUA e congressistas anunciaram que esta tecnologia permitiu aos construtores de submarinos soviéticos produzir hélices mais precisas e silenciosas. Isto é conhecido como o escândalo Toshiba-Kongsberg.
Devido à dissolução da União Soviética em 1991, a produção de todos os Akula diminuiu. A edição de 1999-2000 de Jane's Fighting Ships listou incorretamente o primeiro Akula III como Viper (o nome real é "Vepr", "javali" em russo), encomendado em 25 de novembro de 1995. O Gepard (chita/guepardo), foi lançado em 1999 e comissionado em 5 de dezembro de 2001.

## Histórico operacional

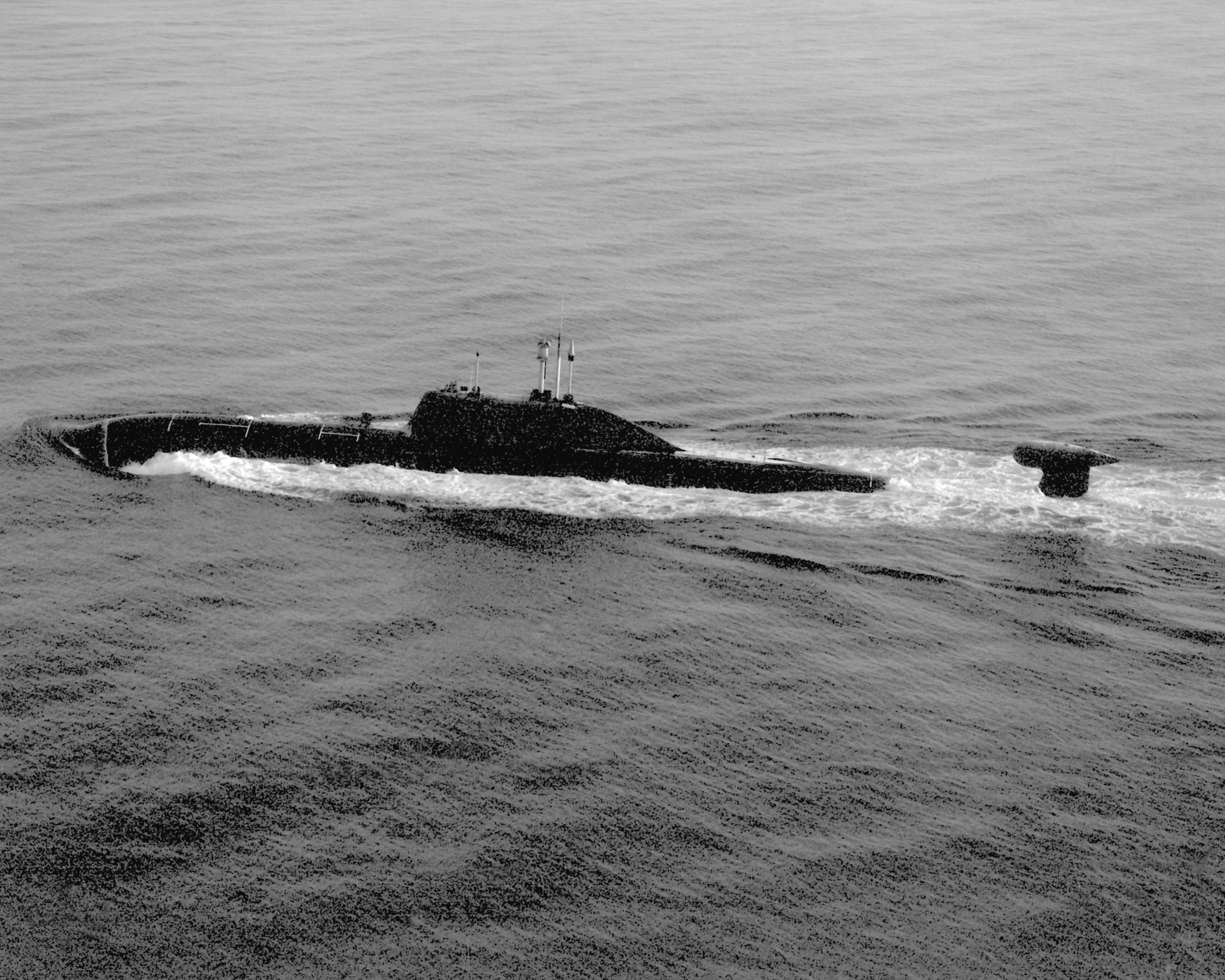
Submarino Akula navegando em 1º de abril de 1990.

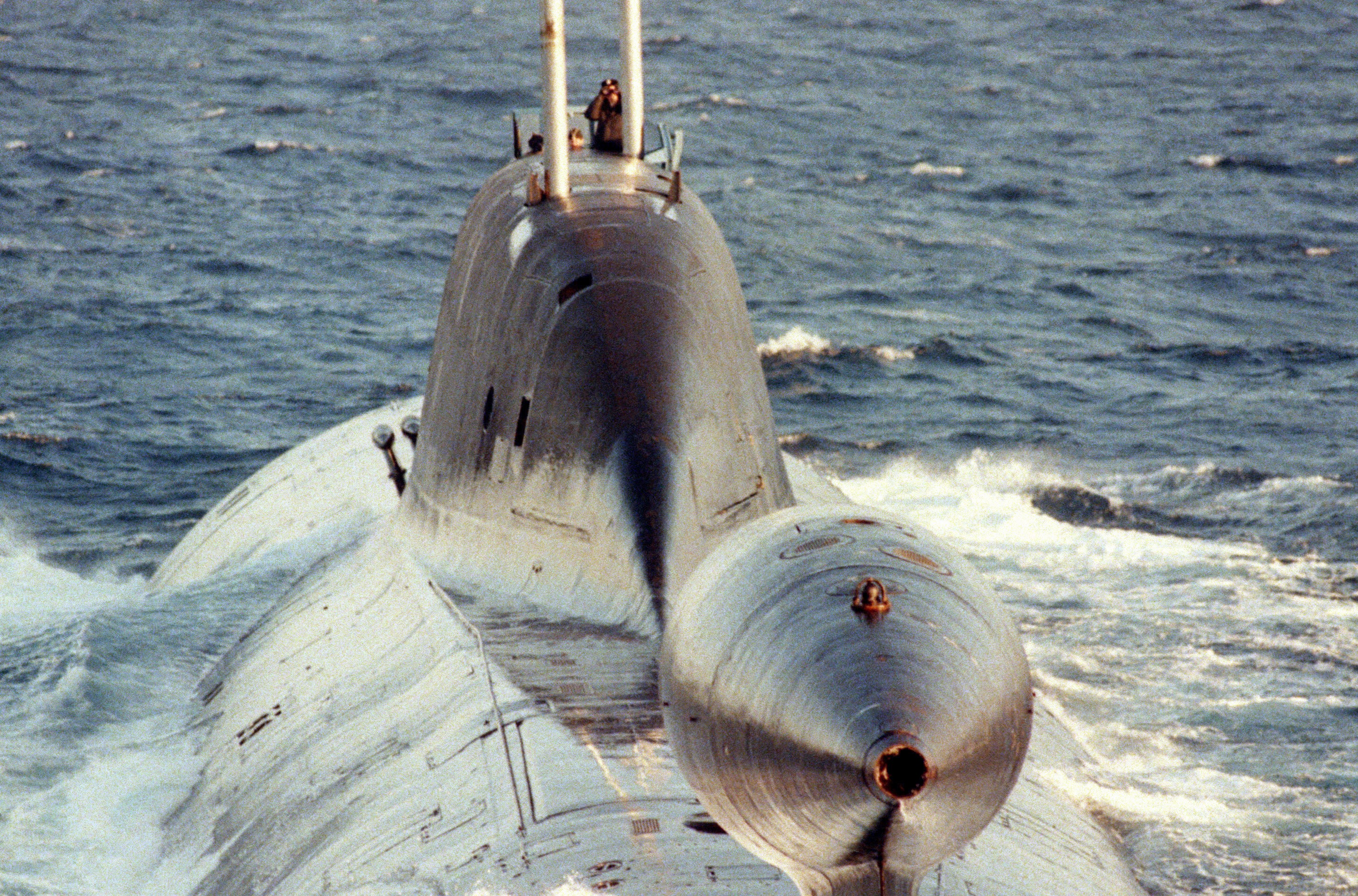
Vista traseira do Akula, onde é possível ver o perfil hidrodinâmico e o bulbo traseiro que abriga alguns instrumentos.

Entre dezembro de 1995 e fevereiro de 1996, o submarino Volk foi desdobrado no Mediterrâneo ao longo do porta-aviões russo Almirante Kuznetsov, onde monitorou as atividades de vários submarinos da OTAN sob o comando do Capitão de 1º posto SV Spravtsev. Entre abril e junho de 1996, o Tigr foi desdobrado no Atlântico, onde detectou um SSBN Ohio dos EUA e o rastreou em sua patrulha de combate. Em 23 de julho de 1996, seu comandante, Capitão de 1º posto Alexey Burilichev, recebeu o prêmio de Herói da Federação Russa.
Em agosto de 2009, a mídia noticiou que dois submarinos da classe Akula operavam na costa leste dos Estados Unidos, com um dos submarinos sendo identificado como do tipo Projeto 971 Shchuka-B. Fontes militares dos Estados Unidos observaram que este foi o primeiro envio de submarino russo conhecido para o Atlântico ocidental desde o fim da Guerra Fria, levantando preocupações nas comunidades militares e de inteligência dos EUA. O Comando Norte dos EUA confirmou que o desdobramento do submarino da classe Akula ocorreu em 2009. Um dos barcos foi provavelmente o Gepard, que concluiu uma patrulha de combate relativamente longa entre junho e setembro daquele ano  sob o comando do Capitão de 1ª posto Alexey Vyacheslavovich Dmitrov, que em 15 de fevereiro de 2012 recebeu o título de Herói da Federação Russa por coragem demonstrada em serviço. O outro submarino poderia ter sido o Tigr sob o comando do Capitão EA Petrov, visto que ele realizou uma patrulha de combate em algum momento entre março e novembro de 2009. É improvável que outros submarinos do projeto 971 pudessem estar presentes no Atlântico naquele ano. O Pantera esteve em Severomorsk durante o verão, enquanto o Vepr, Leopard e Volk não relataram qualquer tipo de atividade naquele ano (1-3 submarinos do projeto estão normalmente ativos com a Frota do Norte em qualquer momento).
Em agosto de 2012, a mídia noticiou que outro submarino da classe Akula operou no Golfo do México supostamente sem ser detectado por mais de um mês, gerando polêmica nos círculos militares e políticos dos Estados Unidos, com o senador John Cornyn, do Comitê de Serviços Armados do Senado, exigindo detalhes deste desdobramento do Almirante Jonathan W. Greenert, Chefe de Operações Navais. Muito provavelmente, este foi o Tigr, já que seu comandante, o Capitão de 1º posto Pavel Bulgakov, recebeu a Ordem da Coragem no Dia do Defensor da Pátria em 22 de fevereiro de 2013.

## Unidades
| Nº    | Nome              | Projeto | Construtores      | Batimento da quilha     | Lançado                | Comissionado           | Esquadra          | Status |
| ----- | ----------------- | ------- | ----------------- | ----------------------- | ---------------------- | ---------------------- | ----------------- | --- |
| K-284 | Akula             | 971     | Estaleiro de Amur | 11 de novembro de 1983  | 27 de junho de 1984    | 30 de dezembro de 1984 | Frota do Pacífico | Sucateado em 2001. |
| K-480 | Ak Bars           | 971     | Sevmash           | 22 de fevereiro de 1985 | 16 de abril de 1988    | 29 de dezembro de 1988 | Frota do Norte    | Desativado em 2002, o sucateamento começou em 2010, mas a seção do casco foi usada na construção do submarino de mísseis balísticos Vladimir Monomakh. |
| K-263 | Barnaul           | 971     | Estaleiro de Amur | 9 de maio de 1985       | 28 de maio de 1986     | 30 de dezembro de 1987 | Frota do Pacífico | Sucateado em 2011 |
| K-322 | Kashalot          | 971     | Estaleiro de Amur | 5 de setembro de 1986   | 18 de julho de 1987    | 30 de dezembro de 1988 | Frota do Pacífico | Sucateado em 9 de outubro de 2019. |
| K-317 | Pantera           | 971     | Sevmash           | 6 de novembro de 1986   | 21 de maio de 1990     | 27 de dezembro de 1990 | Frota do Norte    | Ativo, reforma e modernização concluídas em 2007. |
| K-461 | Volk              | 971     | Sevmash           | 14 de novembro de 1987  | 11 de junho de 1991    | 29 de dezembro de 1991 | Frota do Norte    | Reforma e modernização previstas para terminar em 2028.                                                                                                |
| K-391 | Bratsk            | 971     | Estaleiro de Amur | 23 de fevereiro de 1988 | 14 de abril de 1989    | 29 de dezembro de 1989 | Frota do Pacífico | Desativado em 2022, aguardando sucateamento. |
| K-328 | Leopard           | 971     | Sevmash           | 26 de outubro de 1988   | 28 de junho de 1992    | 30 de dezembro de 1992 | Frota do Norte    | Reforma e modernização previstas para conclusão no segundo semestre de 2021; projetado para começar os testes marítimos pós-reforma em 2022.           |
| K-154 | Tigr              | 971     | Sevmash           | 10 de setembro de 1989  | 26 de junho de 1993    | 29 de dezembro de 1993 | Frota do Norte    | Reforma prevista para terminar em 2022. |
| K-331 | Magadan           | 971     | Estaleiro de Amur | 28 de dezembro de 1989  | 23 de junho de 1990    | 23 de dezembro de 1990 | Frota do Pacífico | Em revisão de julho de 2019 a 2022. |
| K-157 | Vepr              | 971U    | Sevmash           | 13 de julho de 1990     | 10 de dezembro de 1994 | 25 de novembro de 1995 | Frota do Norte    | Ativo, reforma e modernização concluídas em 2020. |
| K-xxx |                   | 971M    | Estaleiro de Amur | 1990                    |                        |                        |                   | Em construção. |
| K-419 | Kuzbass           | 971     | Estaleiro de Amur | 28 July 1991            | 18 de maio de 1992     | 31 de dezembro de 1992 | Frota do Pacífico | Ativo, reforma e modernização concluídas em 2015. |
| K-335 | Gepard            | 971M    | Sevmash           | 23 de setembro de 1991  | 17 de setembro de 1999 | 5 de dezembro de 2001  | Frota do Norte    | Ativo, reforma e modernização concluídas em 2015. Único submarino da classe que não possui o bulbo na parte de cima do leme.                           |
| K-xxx |                   | 971M    | Estaleiro de Amur | 1991                    |                        |                        |                   | Em construção. |
| K-337 | Kuguar            | 971U    | Sevmash           | 18 de agosto de 1992    |                        |                        |                   | Em construção, a seção do casco foi usada na construção do SSBN Yury Dolgorukiy.                                                                       |
| K-333 | Rys               | 971U    | Sevmash           | 31 de agosto de 1993    |                        |                        |                   | Em construção, a seção do casco foi usada na construção do SSBN Alexander Nevsky.                                                                      |
| K-295 | Samara            | 971     | Estaleiro de Amur | 7 de novembro de 1993   | 5 de agosto de 1994    | 17 de julho de 1995    | Frota do Pacífico | Modernização prevista para terminar em 2023. |
| K-152 | Nerpa (ex-Chakra) | 971I    | Estaleiro de Amur | 1993                    | 26 de julho de 2006    | 28 de dezembro de 2009 |                   | Ativo, foi arrendado para a Índia de 2012 até 2022, retornou já em 2021. Proposta para descomissionamento em 2023.                                     |
| K-519 | Iribis            | 971I    | Estaleiro de Amur | 1994                    |                        |                        |                   | A construção parou em 42% em 1996, pode ser concluído e arrendado para a Índia.                                                                        |

## Acidente doNerpaem 2008
Em 27 de outubro de 2008, foi relatado que o K-152 Nerpa da Frota Russa do Pacífico havia iniciado seus testes no Mar do Japão antes da entrega sob um contrato de arrendamento para a Marinha Indiana. Em 8 de novembro de 2008, durante a realização de um desses testes, ocorreu uma ativação acidental do sistema de extinção de incêndio baseado em halon na seção dianteira do navio. Em segundos, o gás halon havia deslocado todo o ar respirável do compartimento. Como resultado, 20 pessoas (17 civis e 3 marinheiros) foram mortas por asfixia. Dezenas de outros sofreram ferimentos relacionados ao freon e foram evacuados para um porto desconhecido em Primorsky Krai. Este foi o pior acidente na Marinha Russa desde a perda do submarino K-141 Kursk em 2000. O submarino em si não sofreu nenhum dano sério e não houve liberação de radiação.

## Arrendamento para a Índia

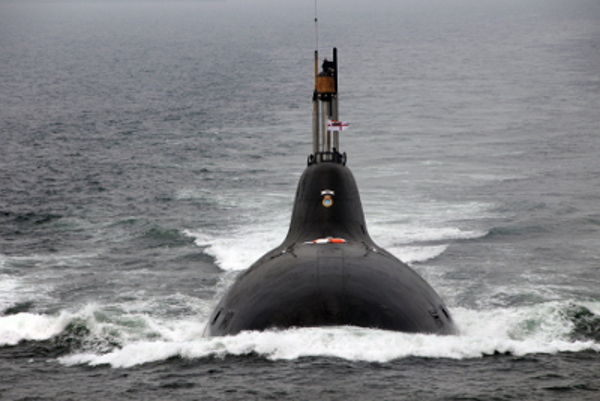
O Chakra em mar aberto, hasteando a bandeira da Marinha Indiana.

Trezentos militares da Marinha Indiana foram treinados na Rússia para a operação do submarino Akula II Nerpa. A Índia finalizou um acordo com a Rússia, no qual ao final do arrendamento desses submarinos, tem a opção de comprá-los. O submarino é denominado INS Chakra, assim como o SSGN soviético anterior Charlie-I, alugado pela Índia. O Chakra foi oficialmente comissionado na Marinha Indiana em 4 de abril de 2012.
Enquanto o Akula-II da Marinha Russa pode ser equipado com 28 mísseis de cruzeiro com capacidade nuclear e alcance de ataque de 3.000km, a versão indiana está supostamente armada com mísseis com capacidade nuclear Club-S, com alcance de 300km. Mísseis com alcance superior a 300km não podem ser exportados devido a restrições de controle de armas, já que a Rússia é signatária do tratado MTCR.
A Rússia disse em dezembro de 2014 que estava pronta para alugar à Índia mais submarinos com propulsão nuclear, um dia depois do presidente Vladimir Putin e o primeiro-ministro Narendra Modi terem prometido aprofundar os laços de defesa entre os dois países. Em janeiro de 2015, foi relatado que a Índia estava envolvida em negociações envolvendo o arrendamento do Kashalot e do Iribis.
Em 7 de março de 2019, a Índia e a Rússia assinaram um acordo de US$ 3 bilhões para o arrendamento de outro submarino de ataque nuclear da classe Akula. O submarino Chakra III deve ser entregue à Marinha Indiana até 2025. Em junho de 2021, o Nerpa foi reportado em Cingapura com tripulação indiana a bordo e retornando para a Rússia, apesar de faltar um ano do arrendamento de 10 anos, iniciado em abril de 2012. O motivo declarado foram problemas com a manutenção dos reatores nucleares. Consequentemente, o arrendamento não será prolongado após 2022, como era inicialmente esperado.

## Galeria

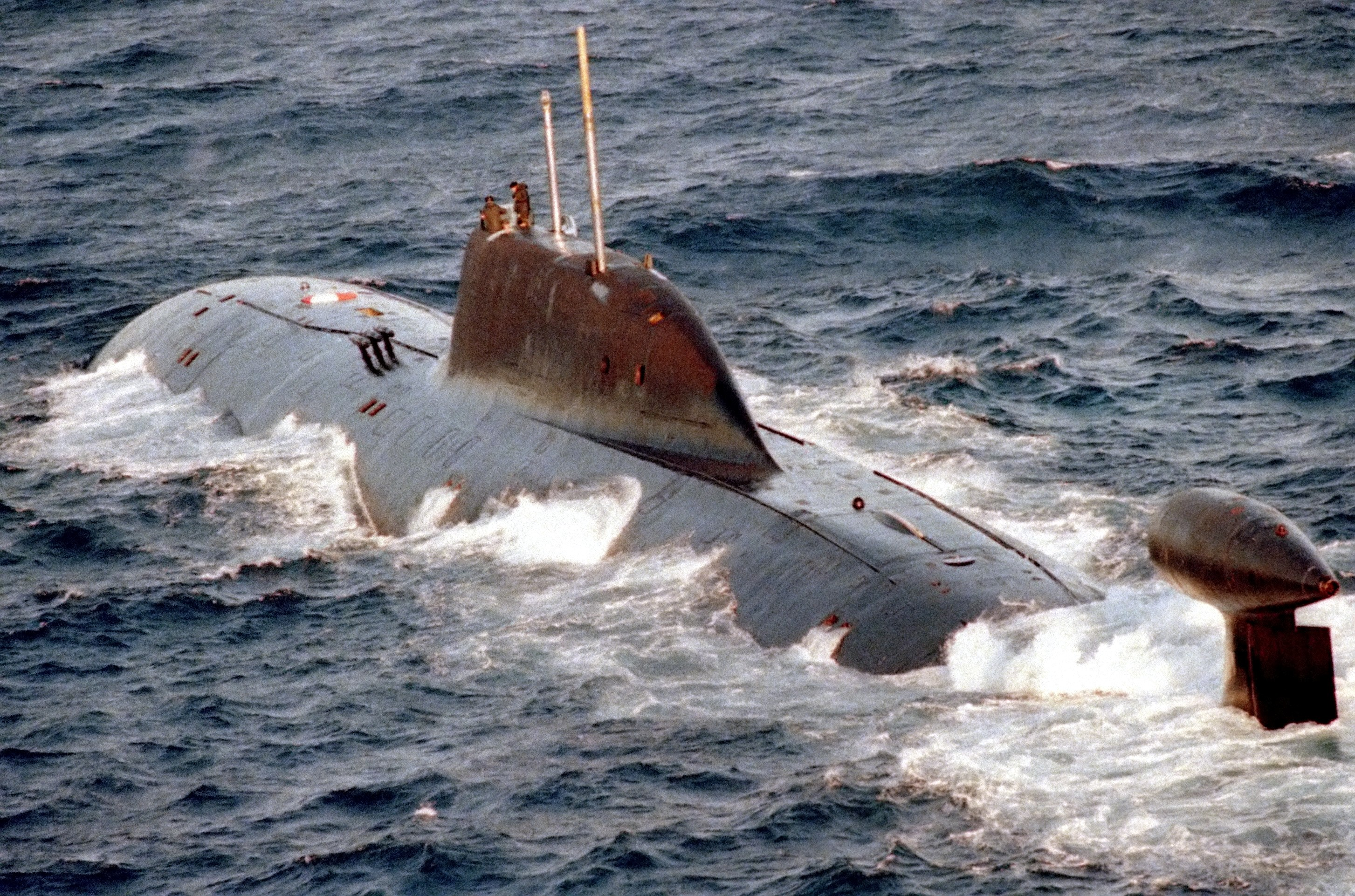
Submarino K-322 Kashalot.
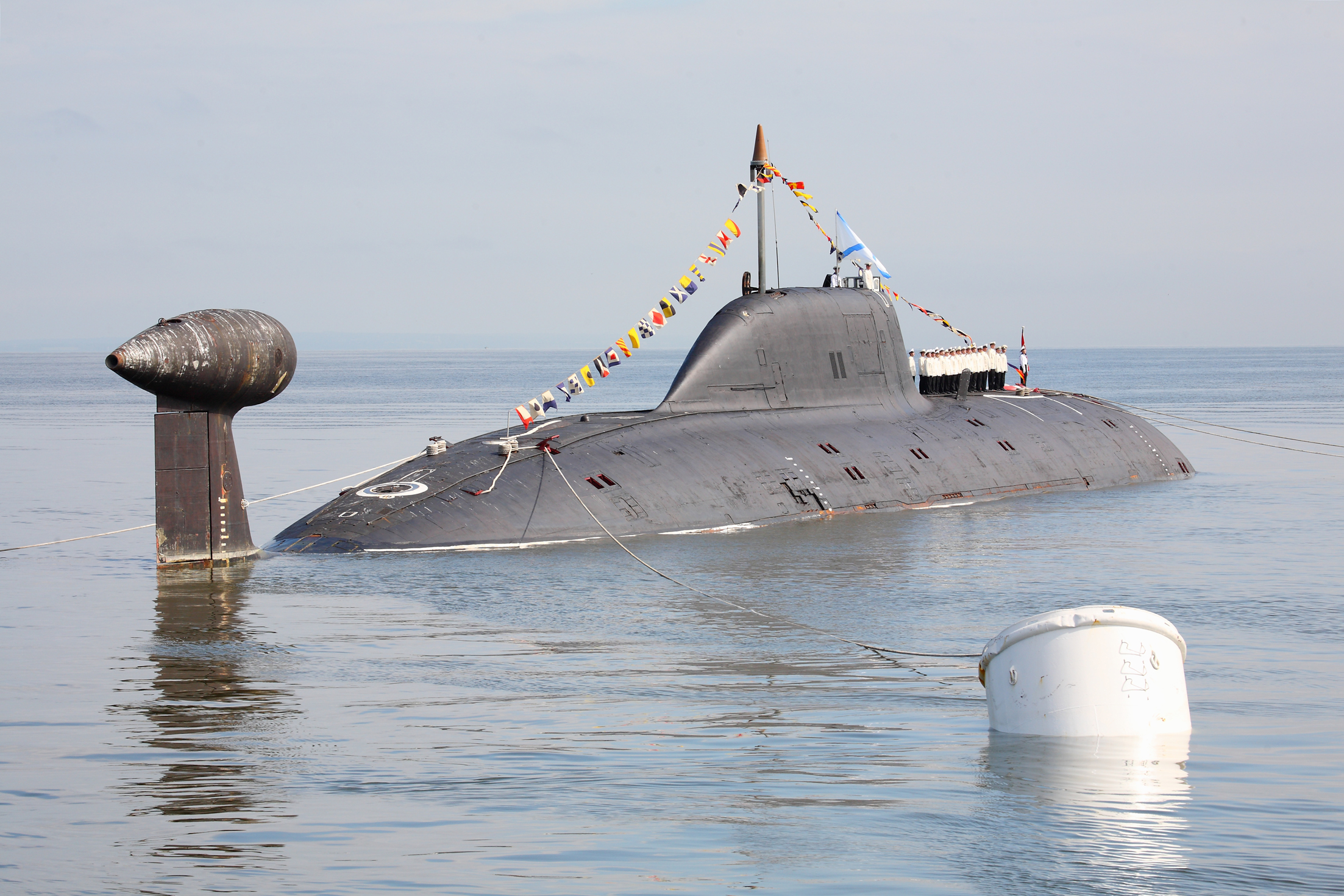
Um submarino da classe Akula durante o Dia da Marinha Russa em 2009.
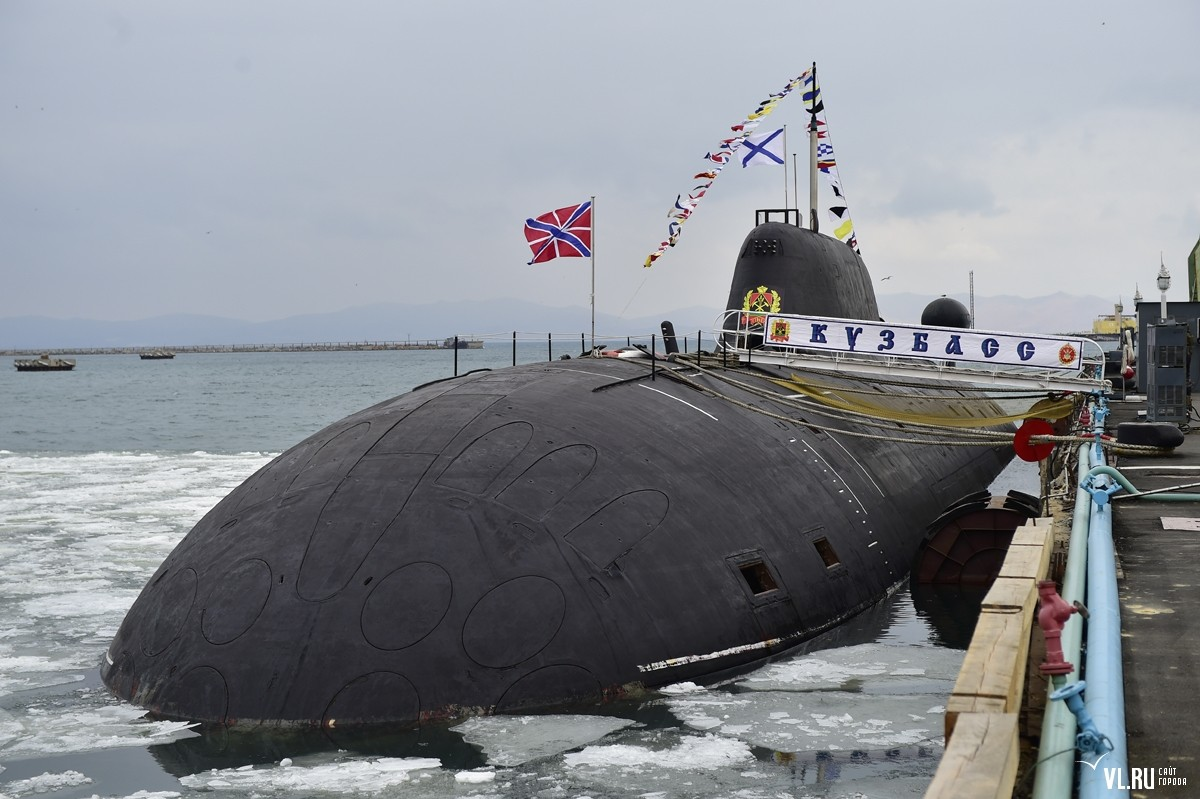
Submarino K-419 Kuzbass.
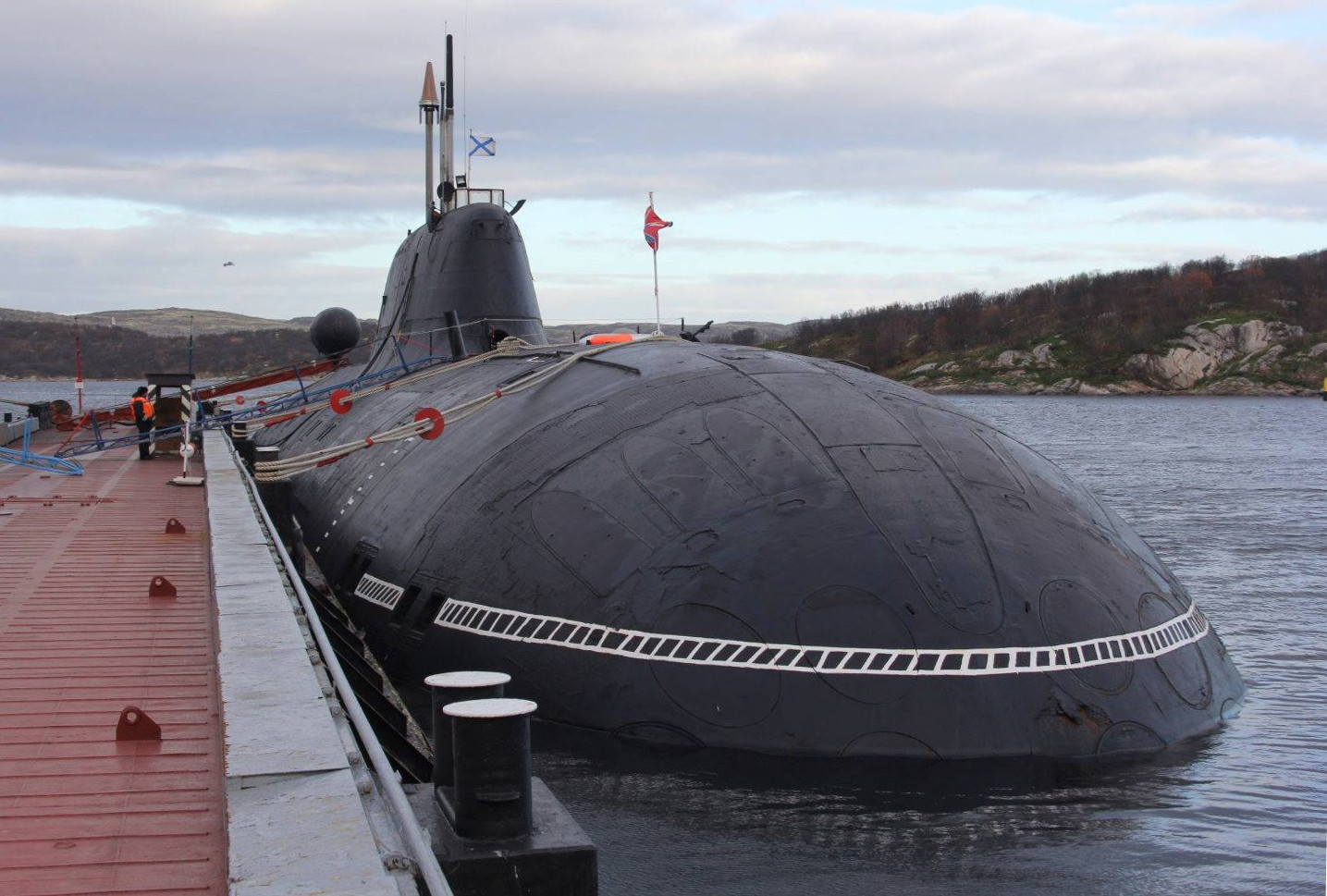
Submarino K-317 Pantera.